# Серра, Франческо
Франческо Серра (итал. Francesco Serra; 21 февраля 1783, Неаполь, Неаполитанское королевство — 17 августа 1850, Капуа, королевство Обеих Сицилий) — итальянский кардинал, папский дипломат и доктор обоих прав. Титулярный архиепископ Никеи с 16 марта 1818 по 26 июля 1826. Апостольский нунций в Баварии с 6 октября 1818 по 3 июля 1826. Архиепископ-коадъютор, с правом наследования, Капуи с 3 по 26 июля 1826. Архиепископ Капуи с 26 июля 1826 по 17 августа 1850. Кардинал in pectore с 30 сентября 1831 по 15 апреля 1833. Кардинал-священник с 15 апреля 1833, с титулом церкви Санти-XII-Апостоли с 18 апреля 1833.